# 짜끄리 왕조
짜끄리 왕조(태국어: ราชวงศ์จักรี 라차웡 짜끄리[*], Chakri Dynasty)는 태국의 현 왕조이다. 이 왕가의 수장은 태국의 국왕이 된다. 이 왕가는 1782년 딱신 대왕의 톤부리 통치를 마지막으로 라따나꼬신 시대 이후부터 태국을 통치해 왔으며, 시암의 수도는 방콕으로 옮겨졌다. 풋욧파쭐랄록 왕이 세웠다.

## 역사
1782년, 딱신 왕조가 망하고, 짜끄리 장군이 수도를 방콕으로 정하여 새 왕조를 세웠다. 19세기 말에 대나무 외교를 통해 영국과 프랑스의 압박 속에서도 쳉훙 왕국 등을 제외한 동남아시아의 독립국 가운데서는 홀로 식민지가 되지 않았다. 또 20세기 중반에 인도차이나 반도에 사회주의 정권이 연달아 수립되었으나, 태국은 자본주의에 기반한 체제를 유지했다. 그러나 군부 집권이 존재했으며, 1992년 라마 9세가 개입하여 군부는 실각, 이후 민주정이 태국에 들어섰다. 태국 국민들은 국가의 독립을 지켜내고 사회 안정을 유지하는 데 기여한 왕과 왕실에 대해 큰 존경을 보인다. 아직 태국은 군인의 발언권이 강하고 여러 번 쿠데타가 일어나지만, 국왕은 쿠데타의 대상이 될 수 없으며 국왕이 승인하지 않는 쿠데타는 무효이다.

## 역대 군주
| 명칭                                          | 왕이름                                                            | 초상 | 임기 시작        | 대관식           | 임기 종료        |
| --------------------------------------------- | ----------------------------------------------------------------- | ---- | ---------------- | ---------------- | ---------------- |
| 라마 1세                                      | 붓다 요드파 출라로께 พระบาทสมเด็จพระพุทธยอดฟ้าจุฬาโลกมหาราช           |      | 1782년 4월 6일   | 1782년 6월 10일  | 1809년 9월 7일   |
| 라마 2세                                      | 붓다 르뜰라 납할라이 พระบาทสมเด็จพระพุทธเลิศหล้านภาลัย                 |      | 1809년 9월 7일   | 1809년 9월 7일   | 1824년 7월 21일  |
| 라마 3세                                      | 제싸다보딘 พระบาทสมเด็จพระนั่งเกล้าเจ้าอยู่หัว                            |      | 1824년 7월 21일  | 1824년 7월 21일  | 1851년 4월 2일   |
| 라마 4세                                      | 몽꿋 พระบาทสมเด็จพระจอมเกล้าเจ้าอยู่หัว                                 |      | 1851년 4월 2일   | 1851년 4월 6일   | 1868년 10월 1일  |
| 라마 5세                                      | 쭐랄롱꼰 พระบาทสมเด็จพระจุลจอมเกล้าเจ้าอยู่หัว "พระปิยมหาราช"             |      | 1868년 10월 1일  | 1868년 11월 11일 | 1910년 10월 23일 |
| 라마 6세                                      | 와치라웃 พระบาทสมเด็จพระมงกุฎเกล้าเจ้าอยู่หัว                            |      | 1910년 10월 23일 | 1911년 11월 11일 | 1925년 11월 26일 |
| 라마 7세                                      | 프라차티뽁 พระบาทสมเด็จพระปกเกล้าเจ้าอยู่หัว                            |      | 1925년 11월 26일 | 1926년 2월 25일  | 1935년 3월 2일   |
| 라마 8세                                      | 아난타 마히돈 พระบาทสมเด็จพระปรเมนทรมหาอานันทมหิดล                   |      | 1935년 3월 2일   |                  | 1946년 6월 9일   |
| 나라의 이름이 1939년에 시암에서 태국으로 바뀜 |                                                                   |      |                  |                  |                  |
| 라마 9세                                      | 푸미폰 아둔야뎃 พระบาทสมเด็จพระมหาภูมิพลอดุลยเดชมหาราช "พระภัทรมหาราช" |      | 1946년 6월 9일   | 1950년 3월 5일   | 2016년 10월 13일 |
| 라마 10세                                     | 마하 와치랄롱꼰 พระบาทสมเด็จพระวชิรเกล้าเจ้าอยู่หัว                      |      | 2016년 10월 13일 | 2019년 3월 4일   | 현재 재직중      |

## 같이 보기
- 태국의 군주
- 태국 왕실
- 라따나꼬신 시대